# James Bilbray

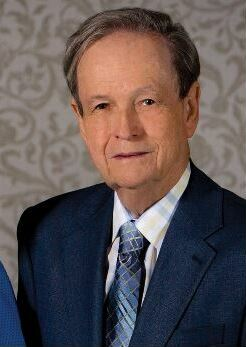
James Bilbray

James Hubert Bilbray (* 19. Mai 1938 in Las Vegas, Nevada; † 19. September 2021) war ein US-amerikanischer Politiker (Demokratische Partei). Zwischen 1987 und 1995 vertrat er den ersten Wahlbezirk des Bundesstaates Nevada im US-Repräsentantenhaus.

## Frühe Jahre und Aufstieg
James Bilbray besuchte die Las Vegas High School und studierte danach bis 1960 an der University of Nevada. Von 1955 bis 1956 war Bilbray Mitglied der Nationalgarde von Nevada, deren Reserve er bis 1963 angehörte. Nach einem Jurastudium an der American University in Washington und seiner Zulassung als Rechtsanwalt begann er seinen neuen Beruf auszuüben. Zwischen 1965 und 1967 war er stellvertretender Bezirksstaatsanwalt im Clark County. Danach war er bis 1968 juristischer Berater des Jugendgerichts in diesem Bezirk. In den Jahren 1979 und 1980 war er städtischer Richter in Las Vegas.

## Politische Laufbahn
Bilbray wurde Mitglied der Demokratischen Partei. Zwischen 1981 und 1987 gehörte er dem Senat von Nevada an, wo er im Steuer- und im Rechtsausschuss saß. 1986 wurde er in das US-Repräsentantenhaus gewählt; dort löste er am 3. Januar 1987 den in den Senat gewechselten Harry Reid ab. Nach einigen Wiederwahlen konnte James Bilbray sein Mandat im Kongress bis zum 3. Januar 1995 ausüben. Er war Mitglied des auswärtigen Ausschusses und des Geheimdienstausschusses der Streitkräfte (Armed Services and Intelligence Committee). Bei den Kongresswahlen des Jahres 1994 unterlag Bilbray mit weniger als 1400 Stimmen Unterschied John Ensign von der Republikanischen Partei.

## Weiterer Lebenslauf
Nach seiner Zeit im Kongress arbeitete Bilbray als Rechtsanwalt in einer großen Kanzlei. Im Jahr 2006 wurde er in den Vorstand des United States Postal Service berufen. Seine dortige Amtszeit läuft noch bis zum Jahr 2015. James Bilbray ist der Cousin von Brian Bilbray, einem ehemaligen republikanischen Kongressabgeordneten aus dem US-Bundesstaat Kalifornien.